# Eucelatoria tenella
Eucelatoria tenella là một loài ruồi trong họ Tachinidae.